# Pietro Ruga
Pietro Ruga, mort après 1849, est un graveur italien.

## Biographie
Il est surtout connu pour ses vues architecturales (vedute) de monuments romains, d'églises et de places.
Il est également le dessinateur de quelques cartes de Rome à la fin du XVIIIe siècle et au début du XIXe siècle, dont Pianta topografica della città di Roma dell' anno 1849. Parmi les sujets de ses gravures figurent la basilique Sainte-Marie-Majeure, la basilique Saint-Pierre, l'église Saint-Étienne-le-Rond, la piazza Navona et la piazza del Quirinale.